# Скорцень (Бакеу)
Скорцень, Скорцені (рум. Scorțeni) — село у повіті Бакеу в Румунії. Адміністративний центр комуни Скорцень.
Село розташоване на відстані 239 км на північ від Бухареста, 20 км на захід від Бакеу, 97 км на південний захід від Ясс, 128 км на північний схід від Брашова.

## Населення
За даними перепису населення 2002 року у селі проживали 1529 осіб. Рідною мовою 1528 осіб (99,9%) назвали румунську.
Національний склад населення села:
| Національність | Кількість осіб | Відсоток |
| -------------- | -------------- | -------- |
| румуни         | 1483           | 97,0%    |
| цигани         | 45             | 2,9%     |